# 293 Бразилија
293 Бразилија (лат. 293 Brasilia) је астероид главног астероидног појаса са пречником од приближно 55,11 km.
Афел астероида је на удаљености од 3,165 астрономских јединица (АЈ) од Сунца, а перихел на 2,556 АЈ.
Ексцентрицитет орбите износи 0,106, инклинација (нагиб) орбите у односу на раван еклиптике 15,588 степени, а орбитални период износи 1767,700 дана (4,839 године).
Апсолутна магнитуда астероида је 9,94 а геометријски албедо 0,061.
Астероид је откривен 20. маја 1890. године.